# Ghiacciaio del Monte Bianco
Il ghiacciaio del Monte Bianco è un ghiacciaio del massiccio del Monte Bianco, che scende dall'omonima vetta e confluisce nel ghiacciaio del Miage. Il ghiacciaio è di tipo vallivo. L'esposizione del ghiacciaio nel sud-est del massiccio dal versante valdostano, anche se è ubicabile in prossimità della vetta.
Il ghiacciaio prende forma sotto la punta Pfann (3.980 m), scorre tra il gruppo Brouillard-Innominata (ad oriente) e le rocce del Monte Bianco (3.880 m) (ad occidente) ed infine confluisce nel ghiacciaio del Miage ad un'altezza di circa 2.400 m.